# Estação Berrini
A Estação Berrini ou Berrini―Casas Bahia é uma estação ferroviária pertencente à Linha 9–Esmeralda, operada pela ViaMobilidade. Está localizada no bairro Cidade Monções, no distrito do Itaim Bibi, na Zona Oeste de São Paulo.

## História
A estação foi construída e inaugurada pela CPTM, durante o projeto "Dinamização Linha Sul", em 14 de junho de 2000, localizada próxima à Avenida Engenheiro Luís Carlos Berrini, em homenagem ao engenheiro Luís Carlos Berrini, o qual deu nome à avenida, que por sua vez, deu nome à estação.
Em 20 de abril de 2021, foi concedida para o consórcio ViaMobilidade, composto pelas empresas CCR (atual Motiva) e RUASinvest, com a concessão para operar a linha por trinta anos. O contrato de concessão foi assinado e a transferência da linha foi realizada em 27 de janeiro de 2022.
Em 7 de junho de 2025 foi anunciada a aquisição do naming right da estação pela Casas Bahia, passando a ser denominada a partir de então como Berrini―Casas Bahia.

## Tabela
| Sigla | Estação | Inauguração         | Integração               | Plataforma | Posição    | Notas                        |
| ----- | ------- | ------------------- | ------------------------ | ---------- | ---------- | ---------------------------- |
| BRR   | Berrini | 14 de junho de 2000 | Bilhete Único da SPTrans | Central    | Superfície | Estação construída pela CPTM |